# L'Altrera
L’Altrera és un mas, ara deshabitat i en runes, del terme de Renau, a la comarca del Tarragonès. Havia estat una quadra de Renau, a la demarcació de terra depenent del seu castell i estava formada per quatre cases juntes situades a la riba dreta del riu Gaià, relativament enlairat. Les referències més antigues d'aquest mas són del segle xv en el "Testament de Jaume Guiot d'Ultrera, parròquia de Renau fet lo any 1482", el primer habitant del lloc de qui es té constància.
Els termes de Renau i Peralta tenien molts masos i grups de masies que actualment estan deshabitades. El més important era l'Altrera (o l'Ortrera), també anomenat les Vidielles, on hi ha els masos d’Orpí, de Faramà (o d’Alegret), de les Guàrdies i Calafell. L’Altrera és a l'est del terme, a prop del Gaià, i va ser incorporada a la baronia a mitjan segle XV. El mas està molt deteriorat.